# Социалистическая индустрия
«Социалисти́ческая индустри́я» — ежедневная (6 раз в неделю) газета, орган ЦК КПСС. Утверждалось, что «Социалистическая индустрия» освещает вопросы развития советской промышленности, научно-технического прогресса, совершенствования системы управления производством, организации социалистического соревнования в СССР, а также опыт экономической интеграции социалистических стран, социально-экономические последствия научно-технической революции в капиталистических странах, экономические связи СССР с зарубежными странами.

## История
Создана в 1969 году на базе газеты «За индустриализацию», существовавшей с 1939 года; первый номер вышел 1 июля 1969 года. Печаталась на 4-х страницах по партийной разнарядке в 27 городах СССР, включая столицы всех 15 союзных республик; цена 2 копейки; главный редактор не указывался. (Последний, наряду с главредами газет «Правда» и «Советская Россия», нёс персональную ответственность перед секретариатом ЦК КПСС.)
Как и другие органы ЦК КПСС, это издание являлось рупором компартии СССР в том смысле, что газета была обязана публиковать официальные партийные материалы. Однако газета была ориентирована на промышленность и промышленных специалистов и была открыта к взглядам зарождавшейся советской технократии.
Во время Перестройки в «Социалистической индустрии» печатали свои авангардные экономические статьи Василий Селюнин, Николай Шмелёв, Игорь Лавровский, Леонид Скопцов. С газетой активно сотрудничали Руслан Лынёв, Михаил Леонтьев, Людмила Телень, Павел Густерин.
Газета много писала о НЛО.
Тираж на 1975 год составлял 900 тыс. экземпляров.

### Финал
Газета юридически прекратила своё существование в 1989 году по решению учредителя — ЦК КПСС.

### Ребрендинг
После января 1990 года газета возобновила выход под новым брендом — «Рабочая трибуна». На самом деле на старте «Рабочая трибуна» представляла собой симбиоз двух партийных ежедневных изданий: «Строительной газеты» и «Социалистической индустрии».
Позднее газета стала называться просто «Трибуна». По концепции, оформлению и позиционированию это были совершенно разные издания. Общим был лишь почтовый адрес. Однако новые издания акцентировали свою правопреемственность.

У «Трибуны» сохранилась довольно разветвлённая зарубежная корсеть, чем мы очень гордимся. Сорок лет назад газета «Социалистическая индустрия», от которой мы ведём своё начало, создавалась как издание для инженерно-технической интеллигенции. Затем она была переименована в «Рабочую трибуну» и стала ориентироваться на квалифицированных рабочих. А сейчас это газета для всех: там есть то, что интересно и молодым, и пожилым, и женщинам, и мужчинам. Хочу напомнить, что «Трибуна» уже более трех лет является официальным партнером Общественной палаты, мы информируем читателей о деятельности Федерации независимых профсоюзов России, Торгово-промышленной палаты. Главная наша цель в том, чтобы «Трибуна» стала своеобразным рупором гражданского общества России.— Интервью Олега Кузина, главного редактора газеты «Трибуна» (июль 2009 года)
Газета «Трибуна» являлась собственностью «Газпром-Медиа Холдинга» — в 2015 году холдинг заявил о закрытии издания. В 2016 году в сети интернет заработал новостной сайт Newtribuna.ru — обновлённый сайт газеты «Трибуна», выпуск которой продолжился силами сотрудников старой редакции.

## Рубрики
- События недели
- Персона
- В мире
- Экономика
- Общество
- Культура
- Спорт
- Исторический клуб
- Выходной день
- Последняя полоса